# Campagnatico
Campagnatico ist eine italienische Gemeinde mit 2325 Einwohnern (Stand 31. Dezember 2023) in der Provinz Grosseto, Region Toskana.

## Geografie

Lage der Gemeinde Campagnatico in der Provinz Grosseto

Der Ort erstreckt sich über rund 162 km². Er liegt etwa 20 km nordöstlich der Provinzhauptstadt Grosseto und rund 100 km südlich der Regionalhauptstadt Florenz im Tal des Ombrone und im Weinbaugebiet des Montecucco sowie des Morellino di Scansano. Der Ort liegt in der klimatischen Einordnung italienischer Gemeinden in der Zone D, 1 903 GG.
Zu seinen Ortsteilen zählen Arcille (46 m s.l.m., ca. 100 Einwohner), Marrucheti (auch Campino genannt, 115 m, ca. 90 Einwohner) und Montorsaio (384 m, ca. 170 Einwohner). Der Hauptort selbst hat ca. 580 Einwohner.
Die Nachbargemeinden sind Arcidosso, Cinigiano, Civitella Paganico, Grosseto, Roccalbegna, Roccastrada und Scansano.

## Geschichte
Der Ort entstand als Außenstelle des Klosters San Salvatore di Monte Amiata und unterstand seit dem Jahr 973 den Aldobrandeschi. Nach dem Tod von Omberto Aldobrandeschi 1259 gelangte der Ort in den Machtbereich von Siena.
Im Jahr 1155 fand Arnold von Brescia auf der Burg kurzzeitig Unterschlupf, bevor er an Truppen Friedrich Barbarossas ausgeliefert wurde, nachdem diese einen Vizegrafen von Campagnatico gefangen genommen hatten.
Nach der Niederlage der Republik Siena 1555 gegen die Republik Florenz fiel der Ort ebenfalls (wie Siena) dem Herzogtum Toskana zu.

## Kultur und Sehenswürdigkeiten

### Gebäude
- Pieve di San Giovanni Battista, im 13. Jahrhundert entstandene Pieve im oberen Ortskern, die im 18. Jahrhundert zur Prepositura-Kirche (Pfarrkirche) erhoben wurde. Der Campanile gehörte ursprünglich als Verteidigungsturm zu den Stadtmauern. In der Kirche ist das Werk Madonna con il Bambino von Guido di Graziano aus dem späten 13. Jahrhundert zu finden. Aus der Kirche Santa Maria delle Grazie stammt der Freskenzirkel Storie della Vergine von Cristoforo di Bindoccio und Meo di Pero (1393 entstanden).[4]
- Chiesa di Santa Maria della Misericordia, bereits 1188 erwähnte Kirche am Ortseingang.
- Chiesa di Sant’Antonio abate, Ex-Kirche im Ortskern aus dem 13. Jahrhundert, wurde 1883 in ein Theater umgewandelt.[4]
- Rocca aldobrandesca, Burg der Aldobrandeschi am Ortsrand, im 10. Jahrhundert entstanden.
- Colonne della Sabatina, Ruine der ehemaligen Burg Castello della Sabatina nahe der Gemeindegrenze zu Scansano. Die Burg entstand im 13. Jahrhundert unter der Abbazia San Galgano.[4]

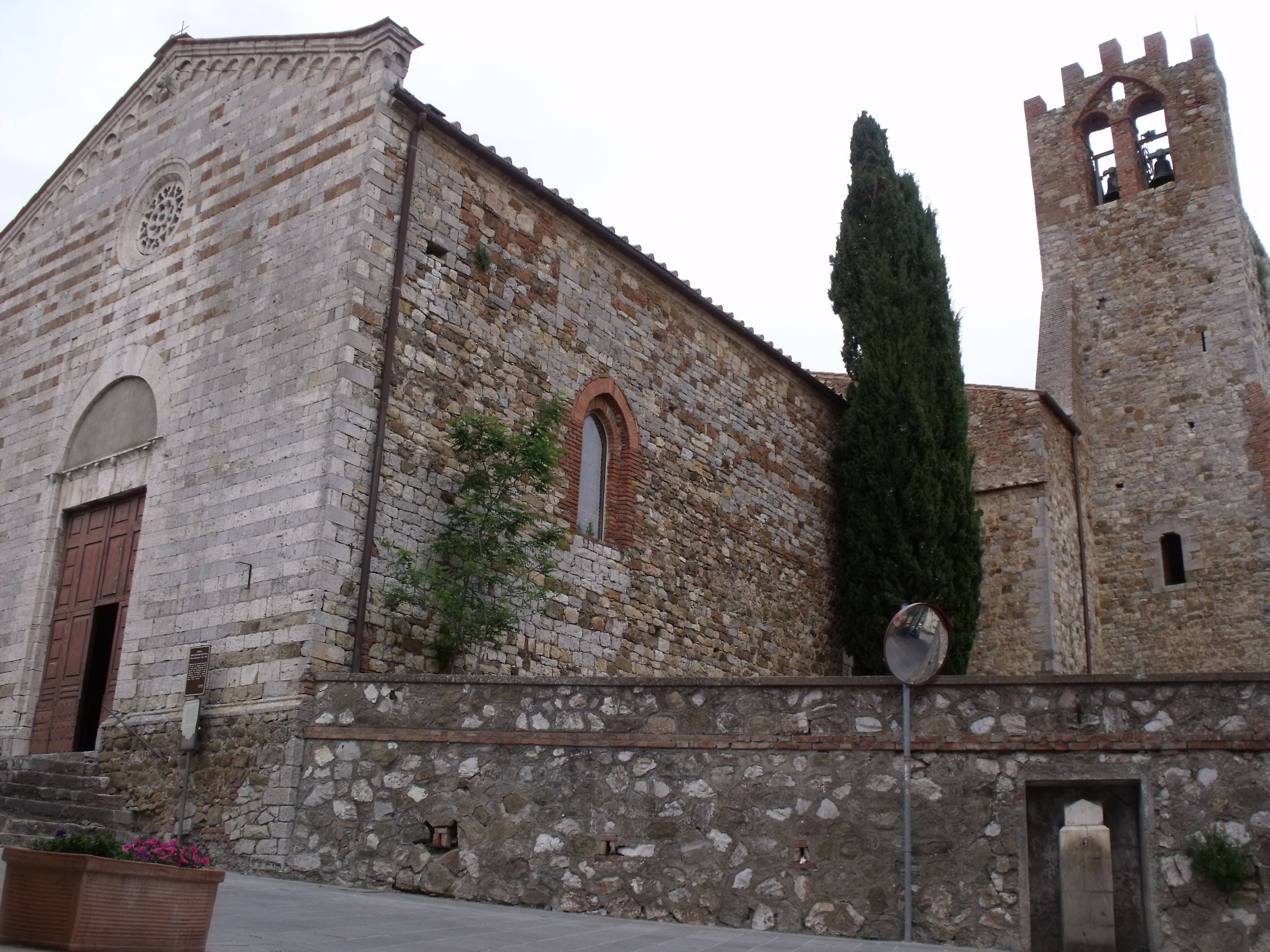
Pieve di San Giovanni Battista
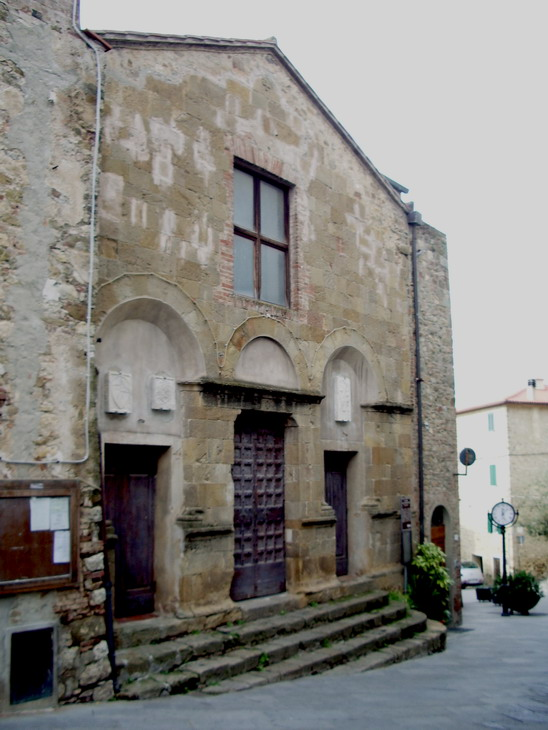
Chiesa di Sant’Antonio Abate
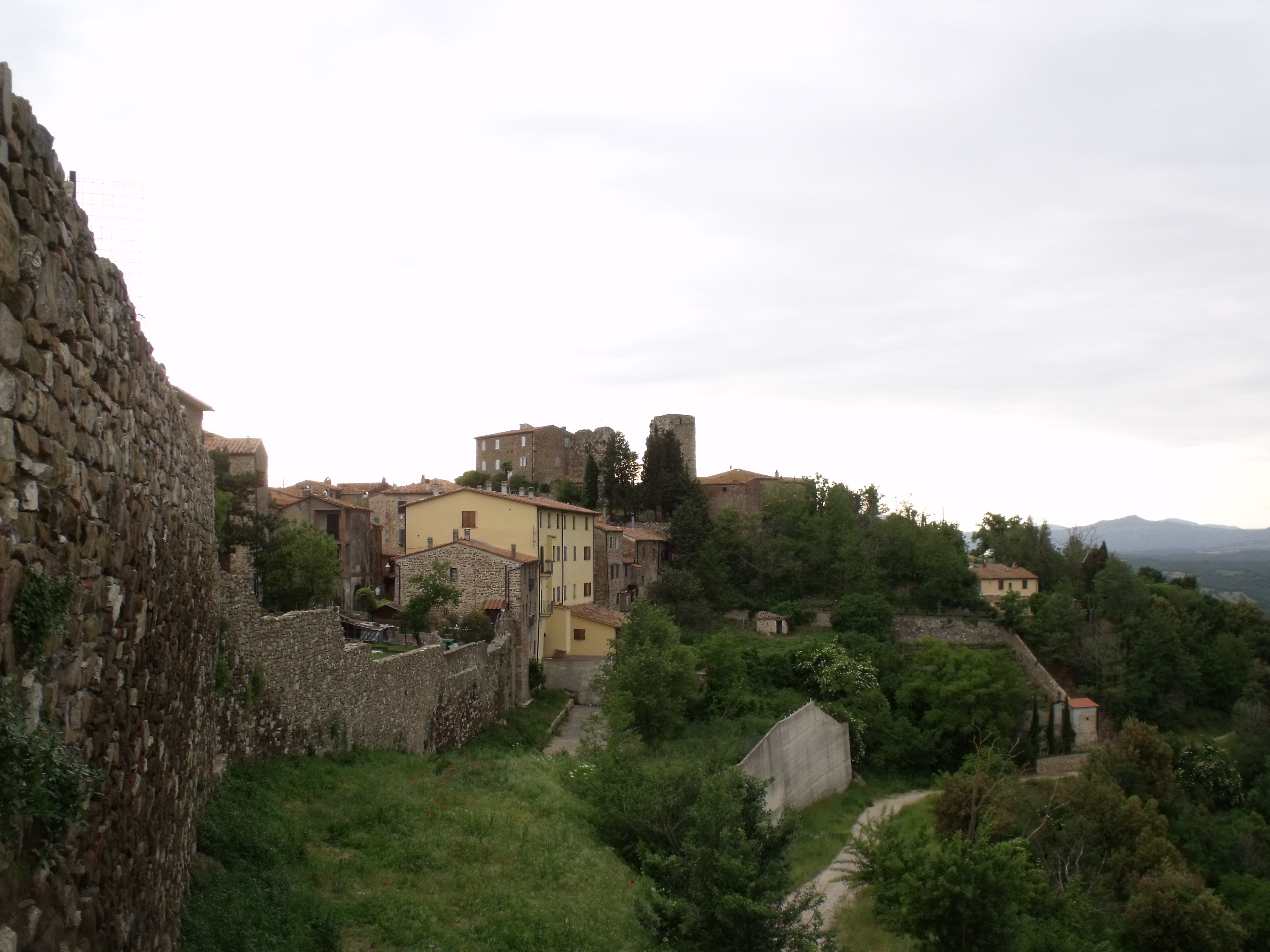
Reste der Stadtmauer von Campagnatico
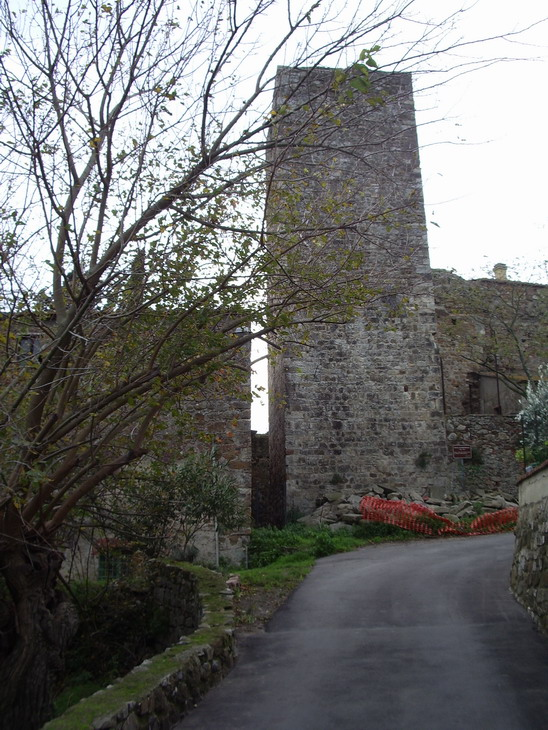
Burg (Rocca) der Aldobrandeschi

### Palio dei Ciuchi
Seit 1957 findet in Campagnatico jeweils am Sonntag nach dem 8. September (Mariä Geburt) ein Palio zu Ehren Marias (Santissima Madonna delle Grazie) statt. Die vier Ortsteile Contrada Castello, Rione Centro, Rione Pieve und Rione Santa Maria treten dabei zum 'Palio dei Ciuchi' an. Dieser Reitwettbewerb um eine bemalte Fahne (ähnlich wie in Siena) wird in Campagnatico auf Eseln durchgeführt, in Siena wird dagegen auf Pferden geritten. Der Kurs führt entlang der Via Roma, dem Rathaus und endet an der Anhöhe beim Schulgebäude. Laut den Regeln nehmen an den beiden Vorrundenrennen alle vier Ortsteile teil. Im Finale stehen sich dann nur noch die Erst- und Zweitplatzierten der beiden ersten Rennen gegenüber.

## Verkehr
Der Ort hat die Anschlussstellen Campagnatico und Campagnatico Zona commerciale an der Strada Statale 223 di Paganico. Der Ortsteil Montorsaio hat eine eigene Anschlussstelle.

## Gemeindepartnerschaften
Der Ort hat eine Gemeindepartnerschaft mit der Stadt Würselen in Nordrhein-Westfalen.